# Revenge of Others
Revenge of Others (koreanischer Originaltitel: 3인칭 복수 3-in-ching Bok-su) ist eine südkoreanische Serie, die von Studio S für die Walt Disney Company umgesetzt wurde. In Südkorea fand die Premiere der Serie am 9. November 2022 als Original durch Disney+ via Star statt. Im deutschsprachigen Raum erfolgte die Erstveröffentlichung der Serie am selben Tag durch Disney+ via Star.

## Handlung
Der Bruder von Ok Chan-mi stürzt durch ein Fenster im Obergeschoss seiner High School und erliegt seinen Verletzungen. Die Schule schweigt zu dem Vorfall und die Polizei stuft seinen Tod als Selbstmord ein. Ok Chan-mi glaubt jedoch nicht an die offizielle Version der Ereignisse und ist der Ansicht, dass mehr hinter seinem Tod steckt und versucht wird, alles zu vertuschen. Aus diesem Grund wechselt Ok Chan-mi, die auch Sportschützin ist, an die High School ihres verstorbenen Bruders. Dort will sie die Wahrheit herausfinden und den Mörder ihres Bruders zur Strecke bringen. Bei ihren Vorhaben wird sie von einem ihrer neuen Mitschüler, Ji Soo-heon, unterstützt. Mit Beginn des ersten Schlags der Schulglocke und angetrieben durch den Verlust ihres Bruders, begibt sich Ok Chan-mi auf einen Rachefeldzug und ist bereit, bis zum Äußersten zu gehen, um Vergeltung zu üben und ihre Art von Gerechtigkeit walten zu lassen.

## Besetzung und Synchronisation
Die deutschsprachige Synchronisation entstand nach den Dialogbüchern von Joachim Kretzer und Anne-Kristin Jahn sowie unter der Dialogregie von Joachim Kretzer durch die Synchronfirma Elbgorilla Synchro in Hamburg.
| Rolle                 | Schauspieler   | Synchronsprecher   |
| --------------------- | -------------- | ------------------ |
| Ok Chan-mi            | Shin Ye-eun    | Maria Wardzinska   |
| Ji Soo-heon           | Park Solomon   | Jesse Grimm        |
| Park Won-seok         | Kang Yul       | Flemming Stein     |
| Seok Jae-bum          | Seo Ji-hoon    | Lukas Sperber      |
| Gi O-sung             | Chae Sang-woo  | Heiner Kock        |
| Kook Ji-hyun          | Lee Soo-min    | Samina König       |
| Tae So-yeon           | Chung Su-bin   | Malin Steffen      |
| Jin So-jung           | Kim Joo-ryoung | Katrin Decker      |
| Sa Jung-gyeong        | Jin Ho-eun     | Philipp Draeger    |
| Ju Hyeok-geon         | Cha Jun-yeong  | Benjamin Stolz     |
| Hong A-jung           | Park Jin-kyung | Luna Logemann      |
| Ma Nak-jun            | Ok Jin-uk      | Daniel Kirchberger |
| Yoon Hee-jeong        | Jang Yi-jung   | Sina Zadra         |
| Min Seon-ha           | Ahn Hyun-ho    | Jana Dunja Gries   |
| Gi Wang-do            | Jang Hyun-sung | Joachim Kretzer    |
| Hyun Jong-kook        | Shin Soo-ho    | Vincent Fallow     |
| Hwang Soo-na          | Anastasia Kim  | Ulrike Johannson   |
| Jo Duk-hyun           | Han Chul-woo   | Jens Wendland      |
| Gu Ja-taek            | Jeon Seok-chan | Alexander Merbeth  |
| Kwon Se-jin           | Kang Yi-suk    | Janek Schächter    |
| Jeon In-seon          | Park Wan-kyu   | Roman Rossa        |
| Im So-mi              | Choi Seol      | Selina Böttcher    |
| Bang Woo-tak          | Bong Jae-hyun  | Mathias Güthoff    |
| Vater von Min Seon-ha | Sung No-jin    | Frank Jordan       |
| Geschäftsinhaber      | Lim Ho-jun     | Frank Logemann     |

## Episodenliste
| Nr. | Deutscher Titel | Originaltitel | Erstveröffentlichung (Südkorea) | Deutschsprachige Erstveröffentlichung (D/A/CH) |
| --- | --------------- | ------------- | ------------------------------- | ---------------------------------------------- |
| 1   | Episode 1       | 제 1화        | 9. Nov. 2022                    | 9. Nov. 2022                                   |
| 2   | Episode 2       | 제 2화        | 9. Nov. 2022                    | 9. Nov. 2022                                   |
| 3   | Episode 3       | 제 3화        | 16. Nov. 2022                   | 16. Nov. 2022                                  |
| 4   | Episode 4       | 제 4화        | 16. Nov. 2022                   | 16. Nov. 2022                                  |
| 5   | Episode 5       | 제 5화        | 23. Nov. 2022                   | 23. Nov. 2022                                  |
| 6   | Episode 6       | 제 6화        | 23. Nov. 2022                   | 23. Nov. 2022                                  |
| 7   | Episode 7       | 제 7화        | 30. Nov. 2022                   | 30. Nov. 2022                                  |
| 8   | Episode 8       | 제 8화        | 30. Nov. 2022                   | 30. Nov. 2022                                  |
| 9   | Episode 9       | 제 9화        | 7. Dez. 2022                    | 7. Dez. 2022                                   |
| 10  | Episode 10      | 제 10화       | 7. Dez. 2022                    | 7. Dez. 2022                                   |
| 11  | Episode 11      | 제 11화       | 14. Dez. 2022                   | 14. Dez. 2022                                  |
| 12  | Episode 12      | 제 12화       | 14. Dez. 2022                   | 14. Dez. 2022                                  |